# Micrablepharus
Micrablepharus é um gênero de lagartos da família Gymnophthalmidae. 
Seu nome vem do grego mikros, que significa "pequeno" e blepharon, que significa "pálpebras". Já o epíteto especifico "maximiliani" é uma homenagem a Maximilian Alexander (Neuwied, 23 de setembro de 1782 — Neuwied, 3 de fevereiro de 1867), um naturalista, explorador e colecionador alemão que viveu no Brasil.
São répteis muito pequenos, ovíparos e de hábitos diurno e fossorial. São facilmente identificados pela presença de pelo menos uma linha dorsolateral enegrecida e sua cauda de coloração azul.

## Lista de espécies
Segundo o The Reptile Database:
- Micrablepharus atticolus RODRIGUES, 1996
- Micrablepharus maximiliani (REINHARDT & LÜTKEN, 1862)